# Misje dyplomatyczne Tadżykistanu

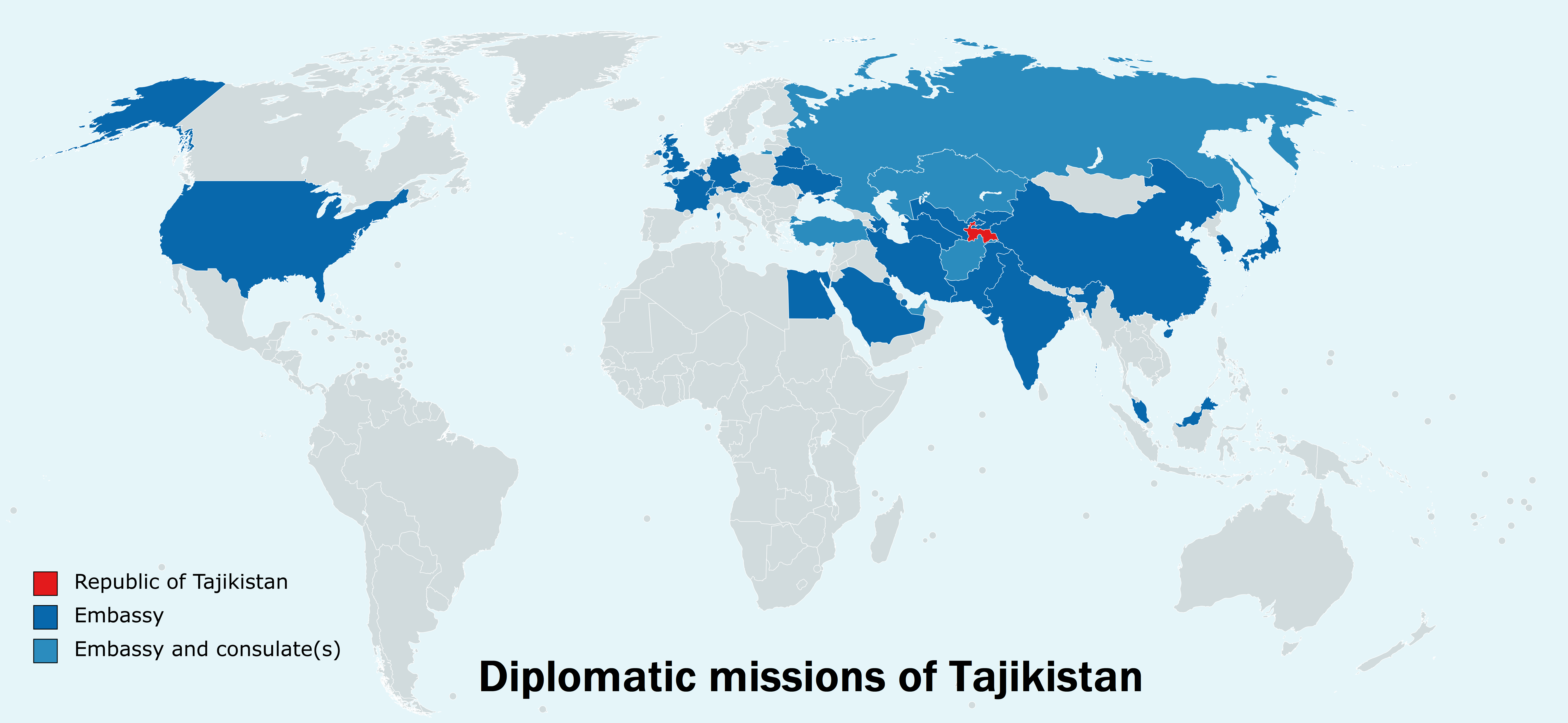
Kraje, w których Republika Tadżykistanu ma swoje przedstawicielstwa dyplomatyczne

Misje dyplomatyczne Tadżykistanu – przedstawicielstwa dyplomatyczne Republiki Tadżykistanu przy innych państwach i organizacjach międzynarodowych. Poniższa lista zawiera wykaz obecnych ambasad i konsulatów zawodowych. Nie uwzględniono konsulatów honorowych.

## Europa
- Austria
  - Wiedeń (ambasada)
- Belgia
  - Bruksela (ambasada)
- Białoruś
  - Mińsk (ambasada)
- Francja
  - Paryż (ambasada)
- Niemcy
  - Berlin (ambasada)
- Rosja
  - Moskwa (ambasada)

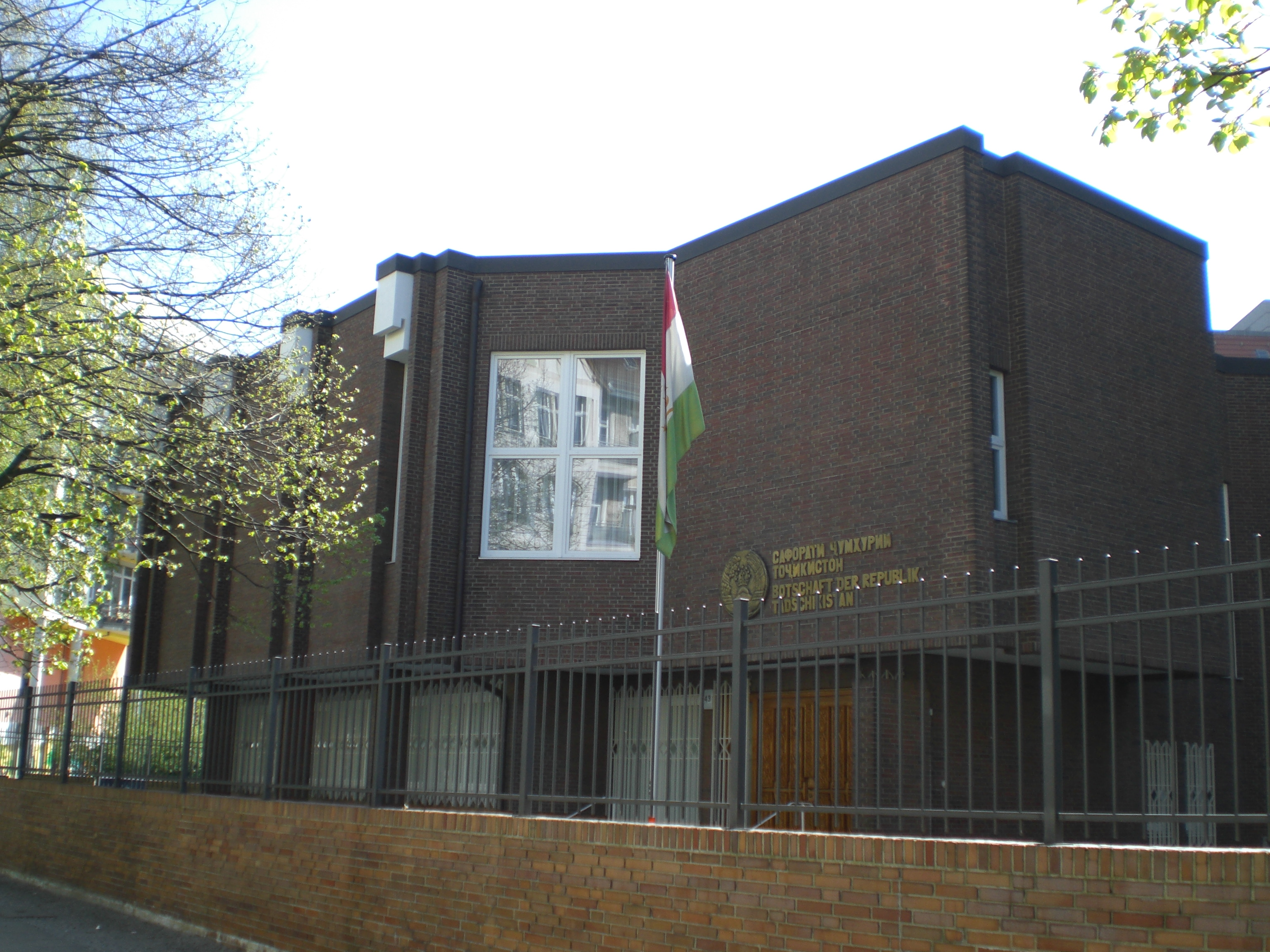
Ambasada Tadżykistanu w Berlinie

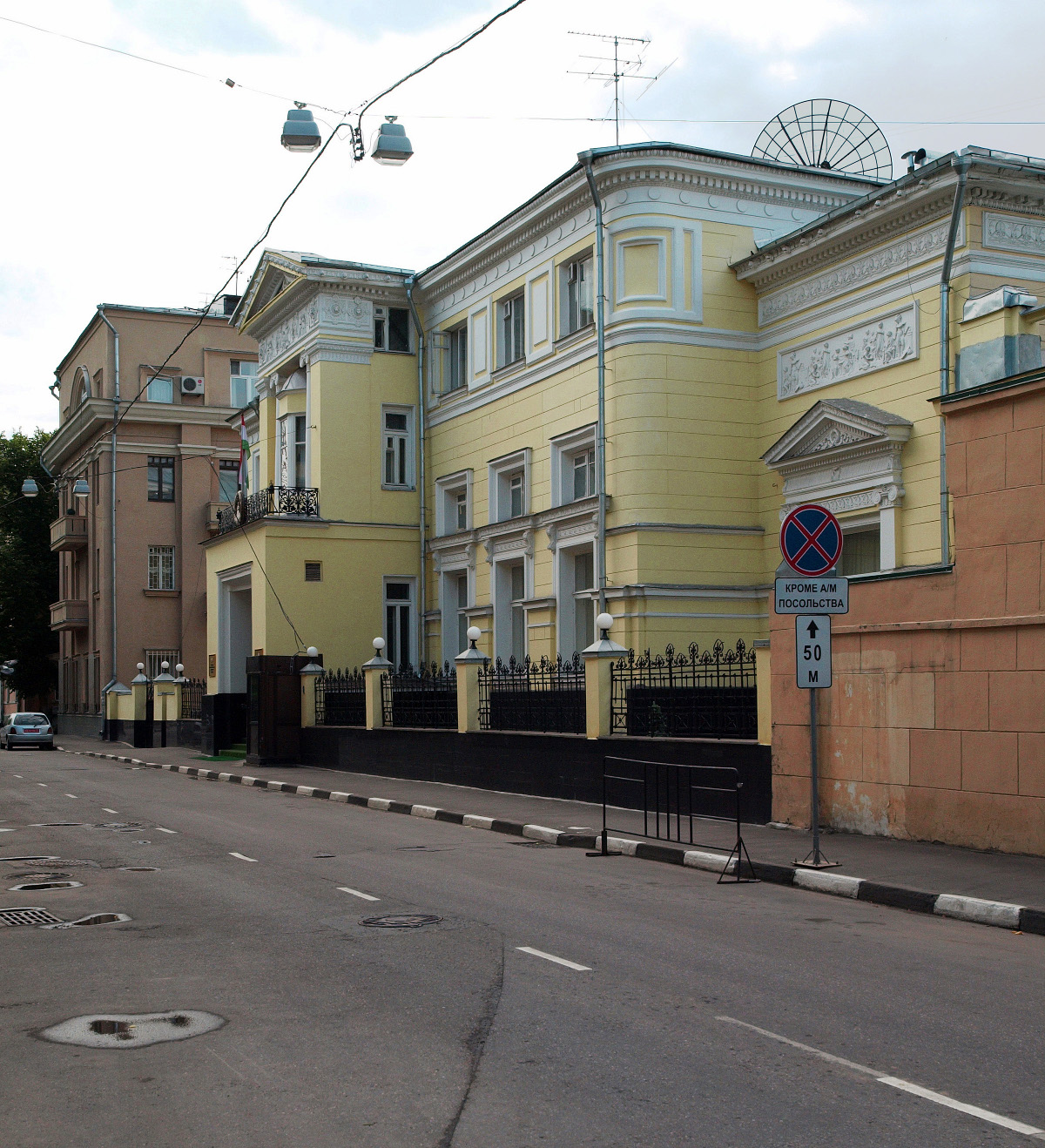
Ambasada Tadżykistanu w Moskwie

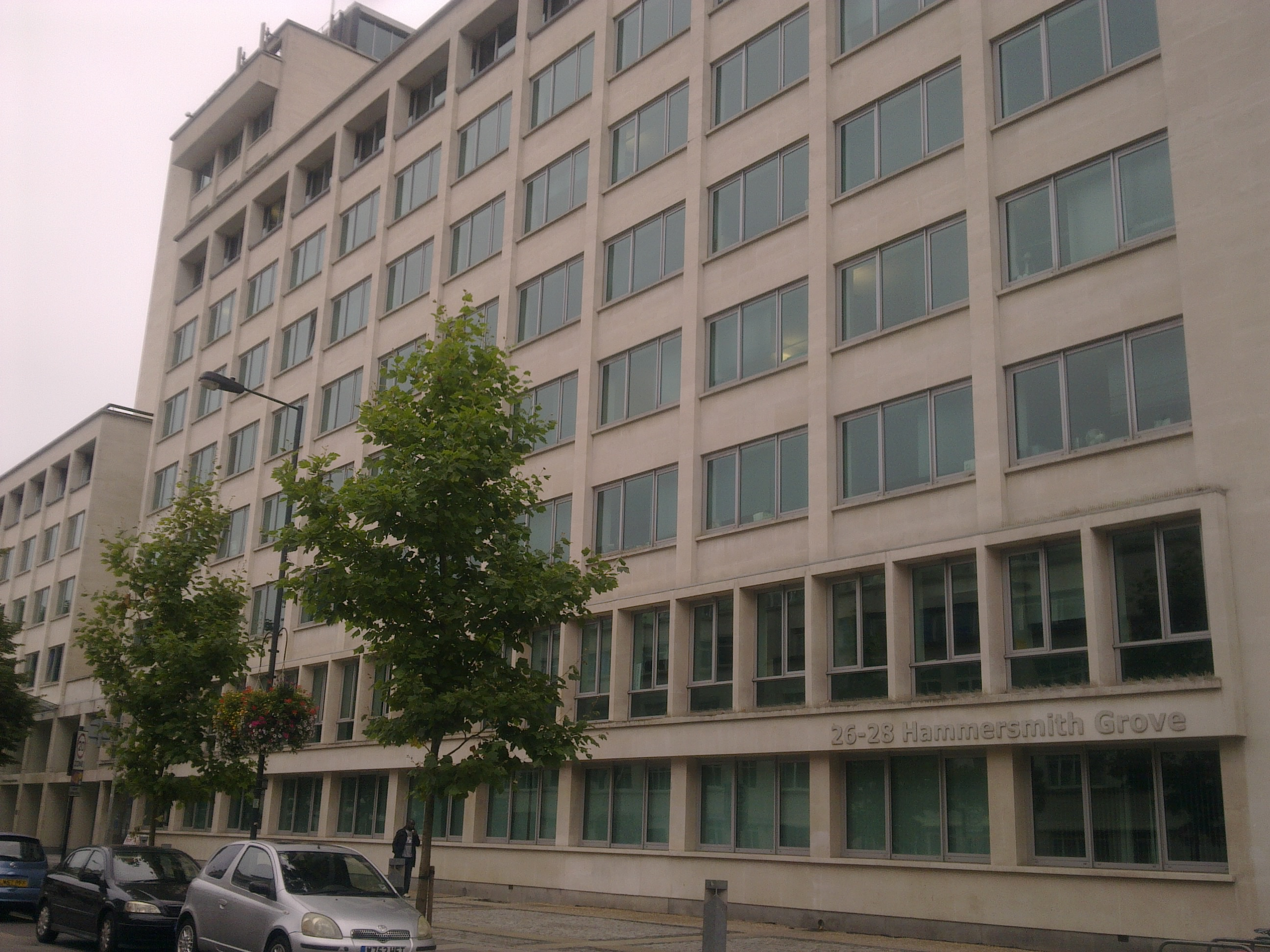
Ambasada Tadżykistanu w Londynie

  - Jekaterynburg (konsulat generalny)
  - Nowosybirsk (konsulat generalny)
  - Petersburg (konsulat generalny)
  - Ufa (konsulat generalny)
- Szwajcaria
  - Genewa (ambasada)
- Turcja
  - Ankara (ambasada)
  - Stambuł (konsulat generalny)
- Ukraina
  - Kijów (ambasada)
- Wielka Brytania
  - Londyn (ambasada)

## Ameryka Północna, Środkowa i Karaiby

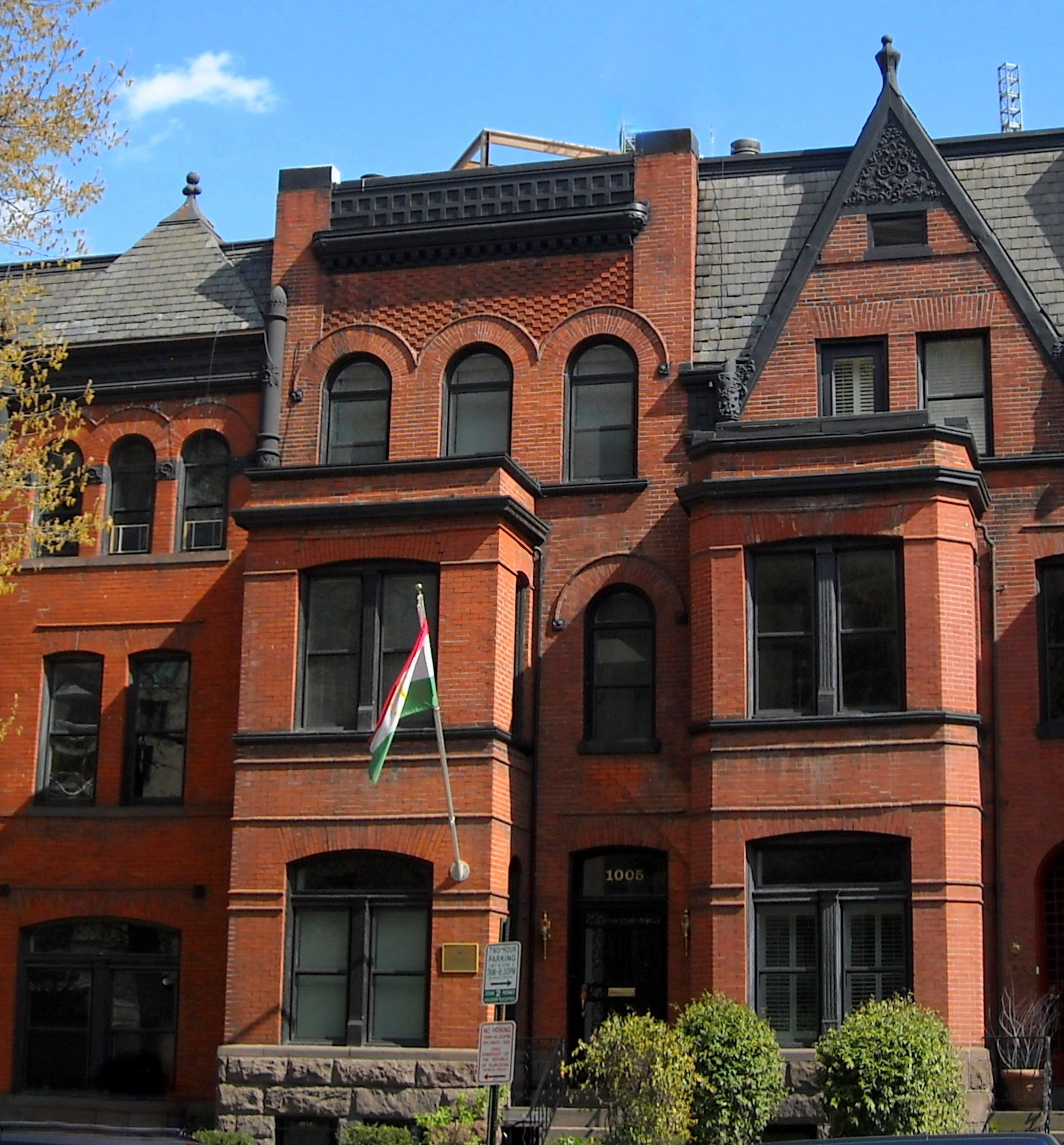
Ambasada Tadżykistanu w Waszyngtonie

- Stany Zjednoczone
  - Waszyngton (ambasada)

## Afryka
- Egipt
  - Kair (ambasada)

## Azja
- Afganistan
  - Kabul (ambasada)
  - Fajzabad (konsulat)
  - Mazar-i Szarif (konsulat)
- Arabia Saudyjska
  - Rijad (ambasada)
- Azerbejdżan
  - Baku (ambasada)
- Chiny
  - Pekin (ambasada)
- Indie
  - Nowe Delhi (ambasada)
- Iran
  - Teheran (ambasada)
- Japonia
  - Tokio (ambasada)
- Katar
  - Doha (ambasada)
- Kazachstan
  - Astana (ambasada)
  - Ałmaty (konsulat generalny)
- Kirgistan
  - Biszkek (ambasada)
- Korea Południowa
  - Seul (ambasada)
- Kuwejt
  - Kuwejt (ambasada)
- Malezja
  - Kuala Lumpur (ambasada)
- Pakistan
  - Islamabad (ambasada)
- Turkmenistan
  - Aszchabad (ambasada)
- Uzbekistan
  - Taszkent (ambasada)
- Zjednoczone Emiraty Arabskie
  - Abu Zabi (ambasada)
  - Dubaj (konsulat generalny)

## Organizacje międzynarodowe
- Nowy Jork – Stałe Przedstawicielstwo przy Organizacji Narodów Zjednoczonych